# União das Igrejas Metodistas e Valdenses
A União das Igrejas Metodistas e Valdenses (em italiano:  Unione delle Chiese metodiste e valdesi), é uma denominação protestante unida na Itália, fundada em 1975 como uma fusão da Igreja Metodista da Itália e da Igreja Evangélica Valdense.
Mesmo após a fusão, as igrejas constituintes continuaram existindo no âmbito interno da denominação e participam de organizações internacionais de denominações reformadas de forma separada.

## Igrejas Constituintes
A Igreja Metodista da Itália é membro do Conselho Metodista Mundial. Em 2010, a igreja tinha cerca de 5.000 membros.
Já a Igreja Evangélica Valdense é membro da Comunhão Mundial das Igrejas Reformadas. Em 2010, a igreja tinha 25.693 membros.
Em 2017, a Igreja Evangélica Valdense relatou ter 21.657 membros.

## Doutrina
A denominação é majoritariamente valdense, mas uma minoria segue a doutrina metodista. A denominação permite a ordenação de mulheres e o casamento entre pessoas do mesmo sexo.